# Ashton Carter
Ashton Baldwin Carter, född 24 september 1954 i Philadelphia, Pennsylvania, död 24 oktober 2022 i Boston, Massachusetts, var en amerikansk ämbetsman, forskare (fysiker) och säkerhetspolitisk expert som agerade som USA:s biträdande försvarsminister mellan oktober 2011 och december 2013. Barack Obama nominerade Ashton till USA:s försvarsminister den 5 december 2014 och Carter tjänstgjorde därefter som landets försvarsminister från februari 2015 till januari 2017. 
Carter tog Bachelorexamen från Yale University i både medeltidshistoria och teoretisk fysik. Därefter tog han en doktorsexamen i teoretisk fysik vid Oxford University i Storbritannien som Rhodes-stipendiat. Han har tidigare varit säkerhetspolitisk konsult åt bland annat Goldman Sachs.
Carter tjänstgjorde i Clinton-administrationen i försvarsdepartementet som Assistant Secretary of Defense for International Security Policy (motsvarande understatssekreterare för internationella säkerhetsfrågor) från 1993 till 1996 och senare, i Obama-administrationen, som Under Secretary of Defense for Acquisition, Logistics & Technology (motsvarande statssekreterare med ansvar för materielförsörjning och logistik) från den 29 april 2009 till den 5 oktober 2011.